# Maria Viktorovna
Maria Viktorovna (Lípetsk, 22 de julio de 1986), conocida profesionalmente como Gentle Whispering ASMR, es una youtuber rusa residente en los Estados Unidos, más reconocida por sus vídeos sobre ASMR.

## Carrera
Maria recuerda que su primera experiencia con el ASMR tuvo lugar cuando estaba en el jardín de infancia en el centro de Rusia, y dice que ha sentido sensaciones similares de relajación y "cosquillas" a lo largo de su vida. En 2009, María sufrió depresión y ansiedad durante el divorcio de su marido. Mientras veía vídeos de masajes y meditación para relajarse, hizo clic en un vídeo de una mujer susurrando que le recomendó el algoritmo de sugerencias de YouTube. Este vídeo le provocó la misma sensación de relajación que había experimentado en su juventud, y siguió viendo vídeos similares para relajarse. María grabó su propio vídeo de susurros en febrero de 2011, y lo borró poco después. Sin embargo, siguió grabando y publicando nuevos contenidos; a finales de año había acumulado 30 000 suscriptores.
En 2014, Maria trabajaba como asistente administrativa en un consultorio médico, pero en 2015 ya ganaba lo suficiente como para tratar su contenido como un trabajo a tiempo completo. Su canal alcanzó el millón de suscriptores en 2017, siendo el primer canal de ASMR en lograrlo.
Uno de los vídeos de Maria fue sampleado en la canción de 2014 Terrors in My Head, del músico electrónico canadiense Deadmau5.

## Estilo
Los vídeos ASMR de Maria son reconocidos como uno de los mejores y más populares de YouTube. En artículos separados para The Washington Post, la escritora Caitlin Gibson llamó a María "la principal celebridad de un fenómeno controvertido pero cada vez más reconocido" en 2014 y "la ASMRtist preeminente de YouTube" en 2019. María ha sido descrita además como "reina del género ASMR", y "ampliamente conocida como la gran dama del ASMR". Sus vídeos han sido recomendados por Irish Independent y Thrillist.
La propia María ha dicho que intenta "crear una atmósfera maternal y reconfortante en mis vídeos" y hacer que su público se sienta "seguro y protegido".

## Vida personal
Natural de Rusia, dio a luz a su primer hijo en 2019, y desde febrero de 2020 reside en el condado de El Dorado (California). Es terapeuta de masaje certificada y anteriormente vivía en Baltimore (Maryland).